# Ву Хонг Кхань
Ву Хонг Кхань  (вьет. Vũ Hồng Khanh, тьы-ном 武鴻卿) — вьетнамский революционер, деятель национально-освободительного движения, антикоммунист. Один из руководителей вьетнамской фракции Гоминьдана (Национальной партии Вьетнама).

## Происхождение
Родился в 1898 году. В 1928 году вступил в ряды Национальной партии Вьетнама. Окончил военное училище в Куньмине. Дослужился до бригадного генерала.
Вице-президент «правительства национального единства» с марта по октябрь 1946 года.
После разгрома штаб-квартиры бежал на остров Хайнань.

## Последние годы
Умер в возрасте 95 лет.